# رونالد لينغ
رونالد ديفيد لينغ (بالإنجليزية: Ronald David Laing)‏ (7 أكتوبر 1927 - 23 أغسطس 1989) طبيب نفسي أوسكتلندي توسع في الكتابة عن الأمراض العقلية خاصة عن مرض الذهان ، تأثرت آراوءُهُ حول أسبابِ الاختلال العقلي الوظيفي الخطير وطرق علاجه بالفلسفة الوجودية بشكل كبير، فتعارضت مع الطريقة المتبعة في الطب النفسي آنذاك التي تقول بأن الأحاسيس التي يعبر عنها المريض هي توصيف صالح ودقيق للتجربة التي يعيشها، بدلا من التعامل معها كأعراض لبعض الاضطرابات الكامنة أو المنفصلة، وارتبط اسم لينغ بحركة معارضة الطب النفسي لكن لينغ يرفض هذا الربط والتصنيف  .ويعد لينغ على الجانب السياسي من المفكرين اليساريين الجدد 

## نشأته
وُلدَ لينغ في مقاطعة قفنهيل في غلاسغو في السابع من أكتوبر من العام 1927م، وهو الابن الوحيد لأبويه، قال بأن طفولته لم تكن سعيدة نتيجة للحرمان وعدم وجود أخوة وأقارب كثر له، وتلقى تعليمه الأولي في مدرسة سير جون نيلسون كاثبرستن الحكومية ثم انتقل إلى مدرسة هتشاسنس قرامر ، وُصفَ بالذكاء والقدرة على المنافسة وكان يحب قراءة كتب الفلسفة، اختار دراسة الطب في جامعة قلاسقو وتخرج فيها في عام 1951م  ، كان مصابا بالإدمان على شرب الخمر منذ أيام مراهقته مما سبب له المتاعب كثيرا.

## حياته العملية
عمل لينغ طبيبا نفسيا في الجيش البريطاني حيث وجه اهتمامه للتواصل مع المصابين عقليا ثم انتقل في عام 1953م إلى مستشفى قارتنفل الملكي حيث أصبح أصغر أخصائي في بريطانيا. خلال هذه الفترة شارك مجموعة نقاش عن مواضيع تخص الوجودية الموجهة في قلاسقو.
ذهب للتدريب على منحة في عام 1956م في معهد فاتيستوك بلندن وهو مركز معروف بتدريس وممارسة معالجة الاضطرابات العقلية وخصوصا التحليل النفسي، وظل به حتى عام 1964 م.

## روابط خارجية
- رونالد لينغ على موقع IMDb (الإنجليزية)
- رونالد لينغ على موقع الموسوعة البريطانية (الإنجليزية)
- رونالد لينغ على موقع مونزينجر (الألمانية)
- رونالد لينغ على موقع ميوزك برينز (الإنجليزية)
- رونالد لينغ على موقع ميوزك برينز (الإنجليزية)
- رونالد لينغ على موقع قاعدة بيانات الفيلم (الإنجليزية)